# 構造デザイン
構造デザイン（こうぞうデザイン、Structural Design）とは、建築や橋梁などの構築構造物などで、構造体を構築するに当たり対処するデザイン及びデザイン手法。

## 概要
構造デザインという言葉について、それが優れていると言った場合
1. 構造設計において難題な条件下で、独創的かつ非常に優れ構想解決手法をあみ出している
2. 構造体の設計がデザイン的に優れている

との２つの解釈がある。後者の解釈として、明治43年建築学会主催討論会「わが国の将来の建築様式をいかにすべき也」において、耐震構造学の先駆佐野利器は建築の美を「建築美の本義は重さと支持の明確な力学的表現にすぎないと思われ、日本が直写している西洋式は頼廃物である。これは純無垢と単純さを建築美と感ずる日本の伝統にふさわしくない。国民様式を得る最良の方法は、重さと支持との力学的表現をもっとも簡明になし得るべき、国民と親しいオーナメントを用いる新様式をつくることである」というのがある。橋梁設計ならば構造から決まる形をいかにして洗練させるか力学的構造物の特性を活かして形態を決める行為。
なお、日本では構造デザインも構造設計も英訳すると共にStructural Designになるように、カタカナのデザインと漢字の設計を使い分けをしている。
建築の世界では設計のうち意匠設計と構造設計があり、それぞれの担当者を建築家・アーキテクトと構造家・エンジニアと称し、アーキテクトと構造デザイナーは同義ではない。諸外国での考え方では建築家が Architect、建築構造設計を担当する構造技術者は Structural Engineer となるため、建築家は Engineerではない。
海外では一般の人にも浸透しはっきりとした区別がなされている場合があるほどであるが、日本では建築基準法上建築物に際しては一級建築士がすべての責任を負うため、その区別は海外ほど明白ではないようにみられている。一方スペインの建築家で、技術の学位を持つサンティアゴ・カラトラバは自身のインタビューにおいて、自身のあゆみとアントニ・ガウディを産んだ自国の歴史を踏まえつつ、なぜもともと一緒であった構造とデザインを分離することになったのか、現在における体制に、疑問を発する発言もみられる。